# Capità (Marina)

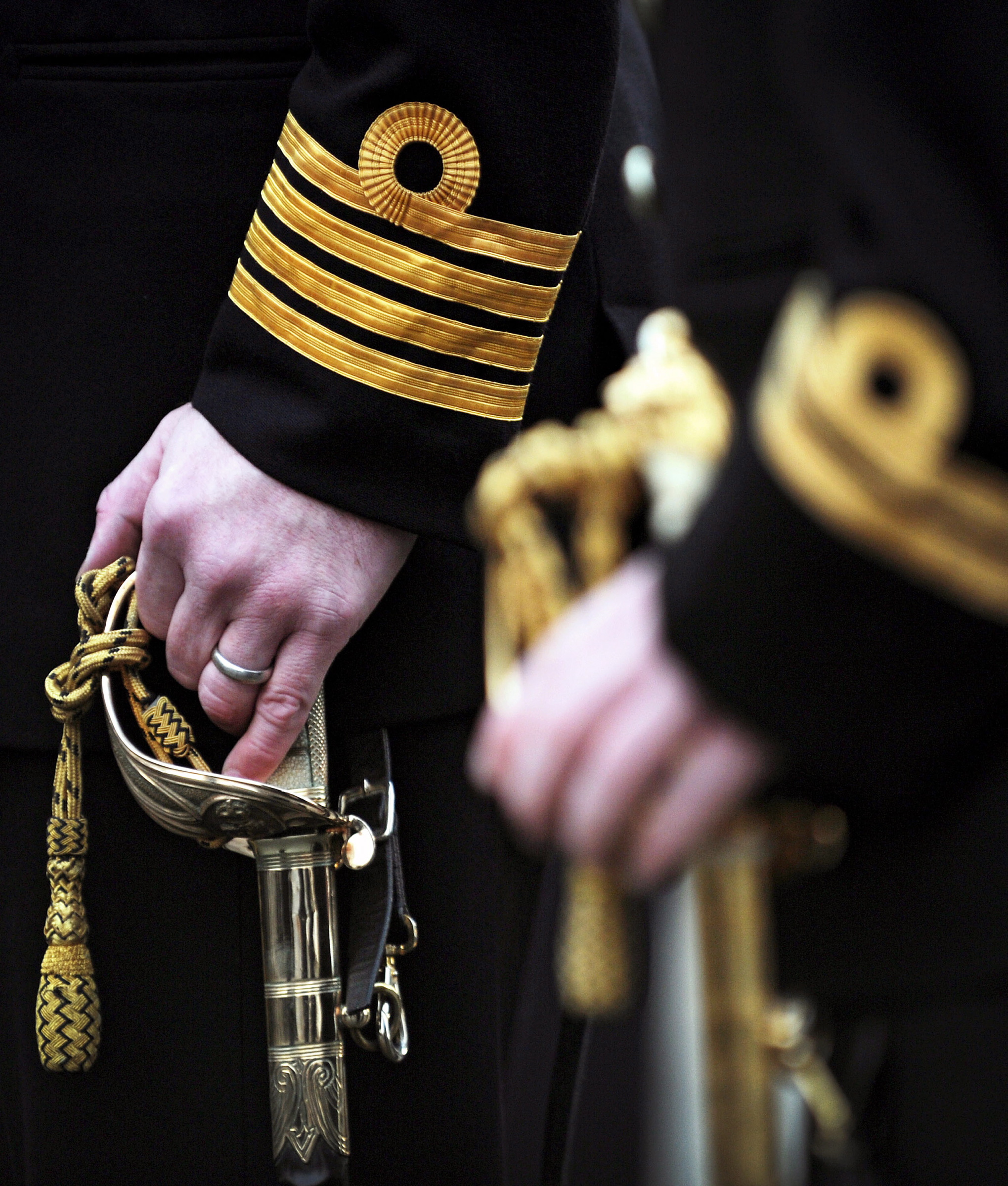
Insígnies de ranc de capità de la Royal Navy

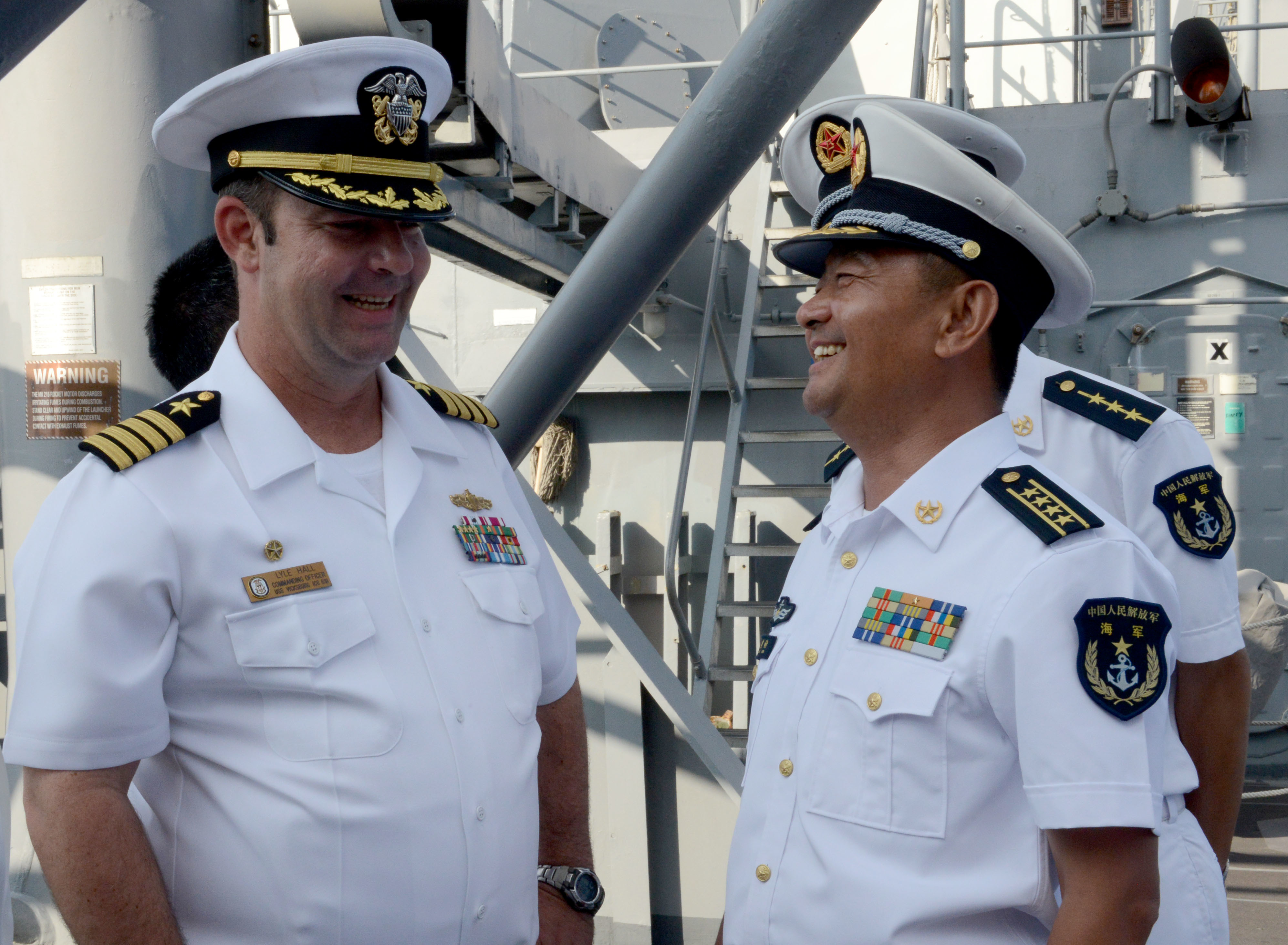
Capità de la US Navy (esquerra) I Capità Superior de la Armada de l'Exèrcit Popular d'Alliberament, 2015

Capità és el nom més freqüentment donat a les marines de parla anglesa al rang corresponent al comandament dels vaixells més grans. El grau és igual al grau de coronel de l'exèrcit i al grau de capità de grup de la força aèria.
Els rangs equivalents a tot el món inclouen capità de vaixell de línia (per exemple, França, Argentina), capità de navili (Itàlia, Espanya), capità de mar i guerra (per exemple, Brasil, Portugal), capità de mar (per exemple, Alemanya, Països Baixos) i capità de primer rang (Rússia).
El codi OTAN és OF-5.

## Etiqueta
Qualsevol oficial naval que comanda un vaixell s'adreça per costum naval com a "capità" mentre està al comandament, independentment del seu rang real, tot i que tècnicament un oficial per sota del rang de capità s'anomena més correctament oficial comandant o "C.O." amb el rang de capità que viatja a bord d'un vaixell que no comanda s'ha d'adreçar pel seu rang i nom (per exemple, "Capità Smith"), però no s'ha de denominar "el capità" per evitar confusions amb el capità del vaixell. El rang naval no s'ha de confondre amb el rang de capità de l'exèrcit, la força aèria o la marina, que tots tenen el codi OF-2 de l'OTAN.

## Tradicions de la Marina dels Estats Units
En grans vaixells nord-americans (per exemple, portaavions), l'oficial executiu (XO) pot tenir el rang de capità; en aquest cas, convé abordar l'XO per rang. Sovint, el XO prefereix ser anomenat "XO" per evitar confusions amb el CO, que també és un capità de rang i el capità del vaixell. El mateix s'aplica als comandants superiors a bord dels portaavions nord-americans, on el comandant i el comandant adjunt de l'ala aèria del portaavions embarcat tenen el rang de capità però s'adrecen als títols de "CAG" i "DCAG", respectivament.

## Ordres
Els capitans amb comandaments marítims generalment comanden vaixells de mida de creuer o més grans; com més alt sigui l'oficial, més gran és el vaixell, però els comandants de vaixells normalment no tenen un rang superior al de capità. A la Royal Navy, un capità podria comandar un portaavions, un vaixell d'assalt amfibi o el vaixell de la patrulla de gel, mentre que els aviadors navals i els capitans dels oficials de vol de la Marina dels Estats Units comanden portaavions, vaixells d'assalt amfibi de coberta gran, ales aèries de portaavions, ales aèries de patrulla marítima, i ales i grups aeris funcionals i especialitzats.
Els comandants de bastó de batalla marítim d'una estrella (comodors o contraalmiralls inferiors) normalment s'embarquen en grans vaixells de capital com ara portaavions, que funcionaran com a vaixell insígnia del seu grup d'atac o grup de batalla, però un capità conservarà el comandament del vaixell real i assumir el títol de "capità de bandera". Fins i tot quan hi ha un oficial superior que es troba a la cadena de comandament del capità del vaixell, totes les ordres es donen a través del capità.

## Per país

### Bèlgica
A l'Armada belga el rang de capitaine de vaisseau o kapitein-ter-zee és el tercer grau d'oficial superior, equivalent a coronel a les forces terrestres. La seva insígnia està formada per quatre bandes. Ell o ella comanda un vaixell capital (creuer, cuirassat o portaavions) o un establiment a terra. Els vaixells més petits com els destructors i les fragates estan comandats per un kapitein-luitenant.

### Canadà
A la Royal Canadian Navy, Captain(N) [abreujat Capt(N); capitaine de vaisseau, abreujat capv] és un rang d'oficial superior, igual a un coronel de l'exèrcit o de la força aèria . Un capità (N) és superior a un comandant i menor a un comodors.
Els nomenaments típics per als capitans(N) inclouen:
- Comandant d'una base de les Forces Canadenques;
- Comandant d'una gran escola o establiment de recerca, com ara el Centre de Guerra Marítima de les Forces Canadenques ;
- Comandant d'un vaixell auxiliar de classe Protecteur;
- cap d'estat major d'un estat major de formació;
- Agregat militar estranger .

La insígnia de rang d'un captain(N) és de quatre ratlles d'1,3 cm (1⁄2 polzades), que es porten als punys de la jaqueta de servei i a les pales d'altres uniformes. A la visera de la gorra de servei hi ha una fila de fulles de roure daurat al llarg de la vora. Els capitans (N) porten la insígnia de la gorra de la branca del patró dels oficials.
La "(N)" és una part del descriptor de rang i s'utilitza en publicacions i documents oficials per distingir un capità (N) d'un capità de l'exèrcit o la força aèria. També és important distingir entre el rang de capità (N) i el nomenament de capità, és a dir, el comandant d'un vaixell, independentment del seu rang.
Els capitans(N) s'adrecen inicialment com a "Capità" seguit del seu cognom (exemple: "Capità Bloggins"), posteriorment els superiors i companys com a "Capità" i els subordinats com a "Sir" or "Ma'am" ("Senyor" o "Senyora"). La "(N)" no forma part de l'adreça parlada.
Abans de la unificació de les Forces canadenques el 1968, l'estructura de rang i les insígnies seguien el patró britànic.

### Galeria

Kapitein-ter-zee (Kapitän zur See) (Marina belga)
Capitão–de–mar (Guardacostes de Cap Verd)
Kapitän zur See (Marina alemanya)
Jūras kapteinis (Força Naval Letona)
Jūrų kapitonas (Força Naval Lituana)
Kapitein ter zee (Reial Marina Neerlandesa)

Capitán de navío (Armada Argentina)
Capitaine de vaisseau (Armada Belga)
Capitaine de vaisseau (Armada de Benin)
Capitán de navío (Armada boliviana)
Capitaine de vaisseau (Armada del Camerun)
Captain (N) Capitaine de vaisseau (Royal Canadian Navy)
Capitão–de–navio (Guardacostes capverdians)
Capitán de navío (Armada de Xile)
Capitán de navío (Armada de Colòmbia)
Capitaine de vaisseau (Armada de la RD del Congo)
Capitaine de vaisseau (Congolese Navy)
Kapetan bojnog broda (Armada croata)
Capitán de navío (Armada Revolucionària Cubana)
Orlogskaptajn (Marina Reial Danesa)
Capitán de navío (Armada dominicana)
Capitán de navío (Armada equatoriana)
Capitán de navío (Força naval salvadorenca)
Capitaine de vaisseau (Marina francesa)
Capitaine de vaisseau (Armada del Gabon)
Capitaine de vaisseau (Armada de Guinea)
Capitane de vaisseau (Armada d'Haití)
Capitán de navío (Armada d'Hondures)
אלוף משנה Aluf mishne (Armada Israeliana)
Capitano di vascello (Marina italiana)
Capitaine de vaisseau major (Armada de la Costa d'Ivori)
Capitaine de vaisseau (Armada de Costa d'Ivori)
Capitaine de vaisseau (Armada de Madagascar)
Capitán de navío (Armada de Mèxic)
Kapetan bojnog broda (Armada de Montenegro)
Capitaine de vaisseau-major (Marina Reial Marroquina)
Capitaine de vaisseau (Marina Reial Marroquina)
Capitán de navío (Armada de Nicaragua)
Orlogskaptein (Armada Reial de Noruega)
Capitán de navío (Armada del Paraguai)
Capitán de navío (Armada peruana)
Capitaine de vaisseau (Armada del Senegal)
Капетан Бојног Брода Kapetan bojnog broda (Flotilla Fluvial Sèrbia)
Kapitan bojne ladje (Armada eslovena)
Capitán de navío (Armada espanyola)
капитан 1-го ранга kapitan 1-go rang Armada russa
Örlogskapten (Armada sueca)
Capitaine de vaisseau (Armada Togolesa)
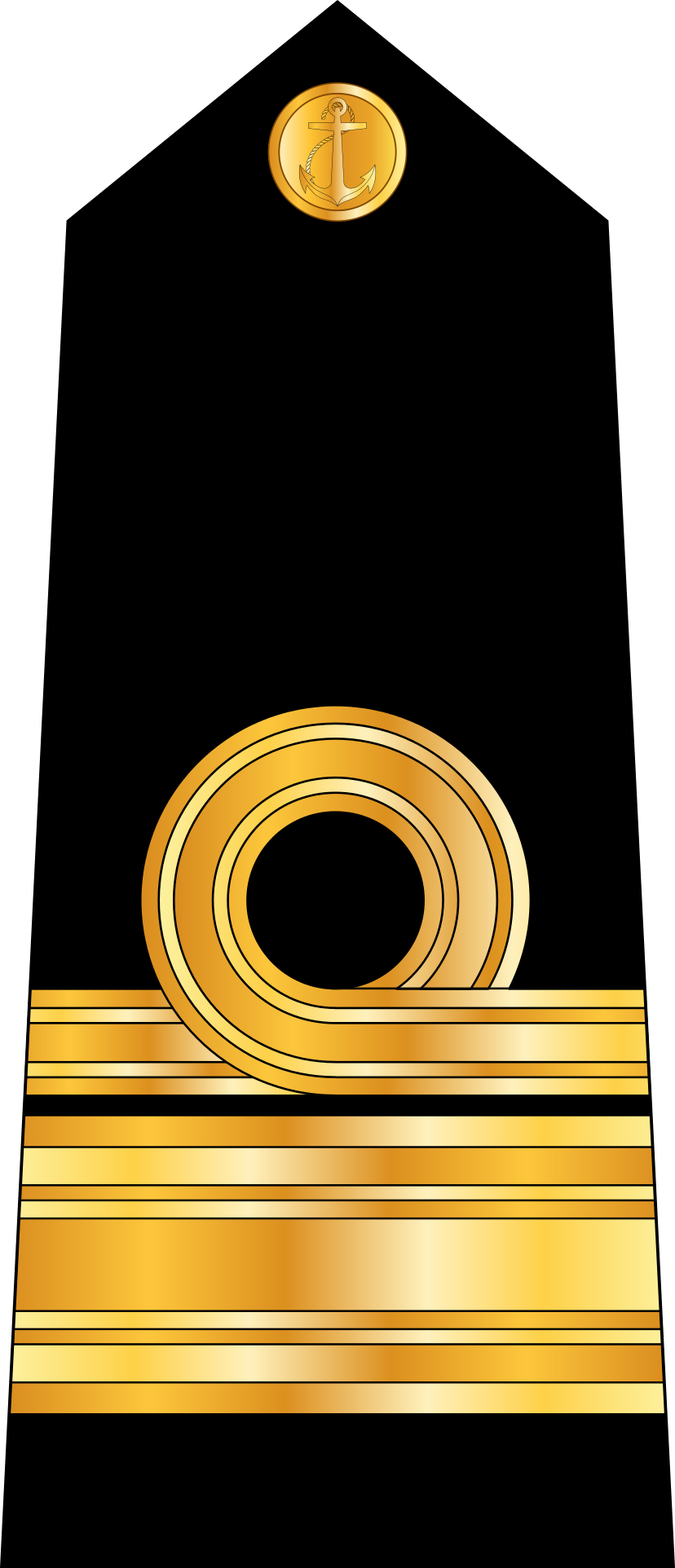
Capitaine de vaisseau major عميد بالبحرية (Armada de Tunísia)
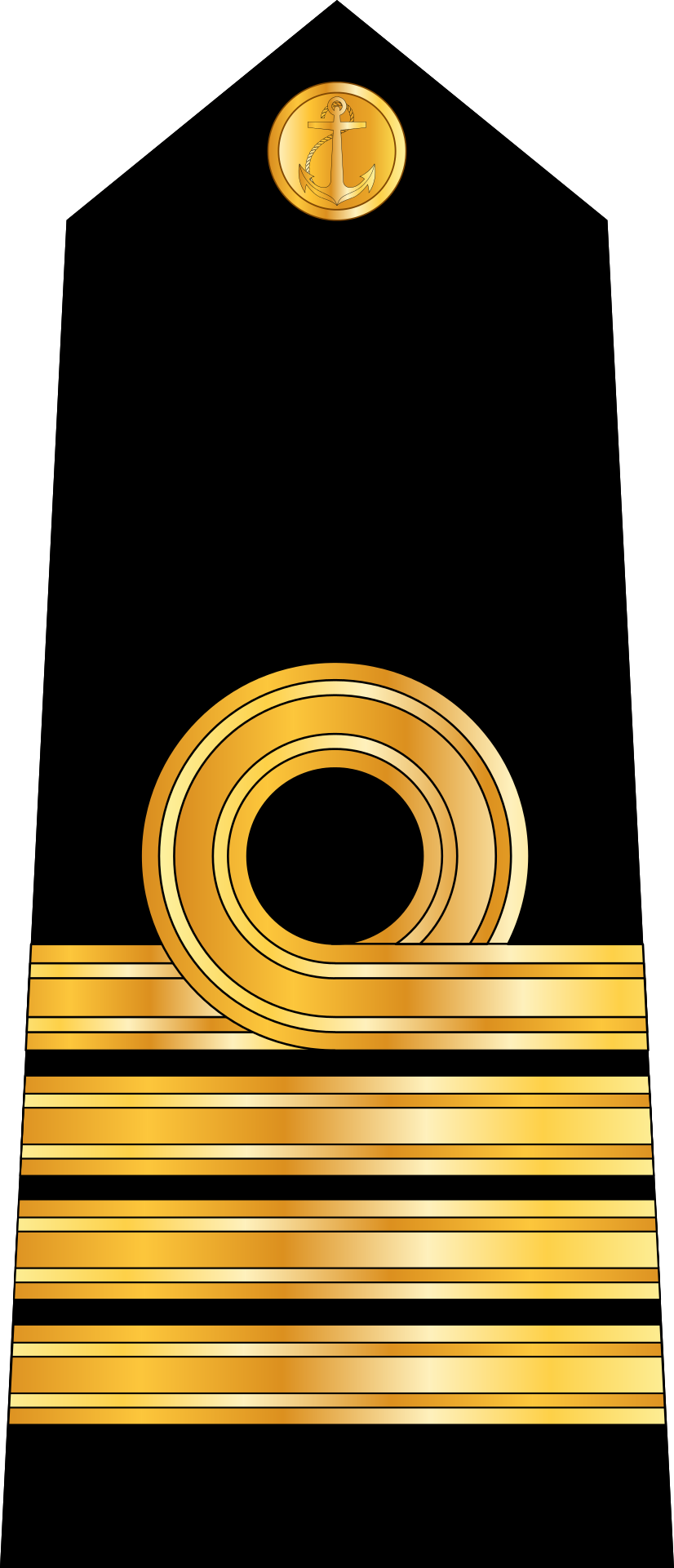
Capitaine de vaisseau عقيد بالبحرية (Armada de Tunísia)
Capitán de navío (Armada Nacional de l'Uruguai)
Capitán de navío (Armada Bolivariana de Venezuela)

Captain (Guardacostes d'Antigua i Barbuda)[7]
Captain (Royal Australian Navy)[8]
Captain (Reials Forces de Defensa de les Bahames)[9]
Captain (Armada de Bangladesh)[10]
Captain (Guardacostes de Belize)
Kepten (Reial Armada de Brunei)[11]
Captain(N) (Royal Canadian Navy)[6]
Mereväekapten (Armada d'Estònia)[12]
Captain (Armada de la República de Fiji)
Captain (Armada de Gàmbia)
Captain (Armada de Ghana)
Captain (Guardacostes de Guyana)
Captain कैप्टन (Armada Índia)[13]
Captain Captaen (Irish Naval Service)[14]
Captain (Guardacostes de Jamaica)[15]
Captain (Guardacostes Nacionals de Libèria)[16]
Kepten (Reial Armada de Malaïsia)[17]
Captain (Armada de Namíbia)
Captain (Royal New Zealand Navy)[18]
Captain (Armada de Nigèria)
Captain (urdú: کپتان) (Armada de Pakistan)[19]
Captain (Forces de Defensa de Papua Nova Guinea)
Captain (Armada de Filipines)
Căpitan (Forces Navals de Romania)[20]
Captain (Armada de Sierra Leone)
Kapitan (Armada d'Eslovènia)[21]
Captain (Armada de Sud-àfrica)[22]
Captain (Armada de Sri Lanka)[23]
Kapten (Armada de Suècia)[24]
Captain (Comandament Naval de Tanzània)
Captain (Força Marítima de Tonga)[25]
Captain (Guardacostes de Trinidad i Tobago)[26]
Captain (Royal Navy)[27]
Yüzbaşı (Marina turca)
Captain (United States Navy)[28]
Captain (United States Coast Guard)[28]

## Variants

### Capità al mar
Capità al mar és un grau naval que correspon al comandament d'un vaixell de línia o capital.

#### Alemanya
Kapitän zur See (abreujat KptzS, KZS o KzS) és el grau de la Marina alemanya.
| Insignia           | Shoulder | Sleeve | Higher/lower rank                  |
| ------------------ | -------- | ------ | ---------------------------------- |
| Kaiserliche Marine |          |        | Kommodore Fregattenkapitän         |
| Reichsmarine       |          |        | Kommodore Fregattenkapitän         |
| Kriegsmarine       |          |        | Kommodore Fregattenkapitän         |
| Volksmarine        |          |        | Konteradmiral Fregattenkapitän     |
| Deutsche Marine    |          |        | Flottillenadmiral Fregattenkapitän |

#### Països Baixos
A la Marina Reial dels Països Baixos, el grau de kapitein-ter-zee és el tercer grau d'oficial superior, equivalent al coronel de les forces terrestres. La seva insígnia està formada per quatre bandes i comanda un vaixell capital o un establiment costaner (fins fa poc, un kapitein-ter-zee comandava l'Onderzeedienst i Mijnendienst, els establiments d'entrenament de submarins i mines de la Marina dels Països Baixos).
Els vaixells més petits com els destructors i les fragates estan comandats per un kapitein-luitenant ter zee. Fins fa poc, els vaixells insígnia com les fragates de la classe Tromp també estaven comandats per un kapitein-ter-zee. Actualment, les fragates de classe De Zeven Provinciën estan comandades per un kapitein-luitenant-ter-zee.

#### Galeria
- Kapitein-ter-zee
(alemany: Kapitän zur See)
(Marina belga)[35]
- Capitão–de–mar
(Guardacostes de Cap Verd)[36]
- Kapitän zur See
(Marina alemanya)[37]
- Jūras kapteinis
(Força Naval Letona)[38]
- Jūrų kapitonas
(Força Naval Lituana)[39]
- Kapitein ter zee
(Reial Marina Neerlandesa)[40]

### Marines de parla portuguesa

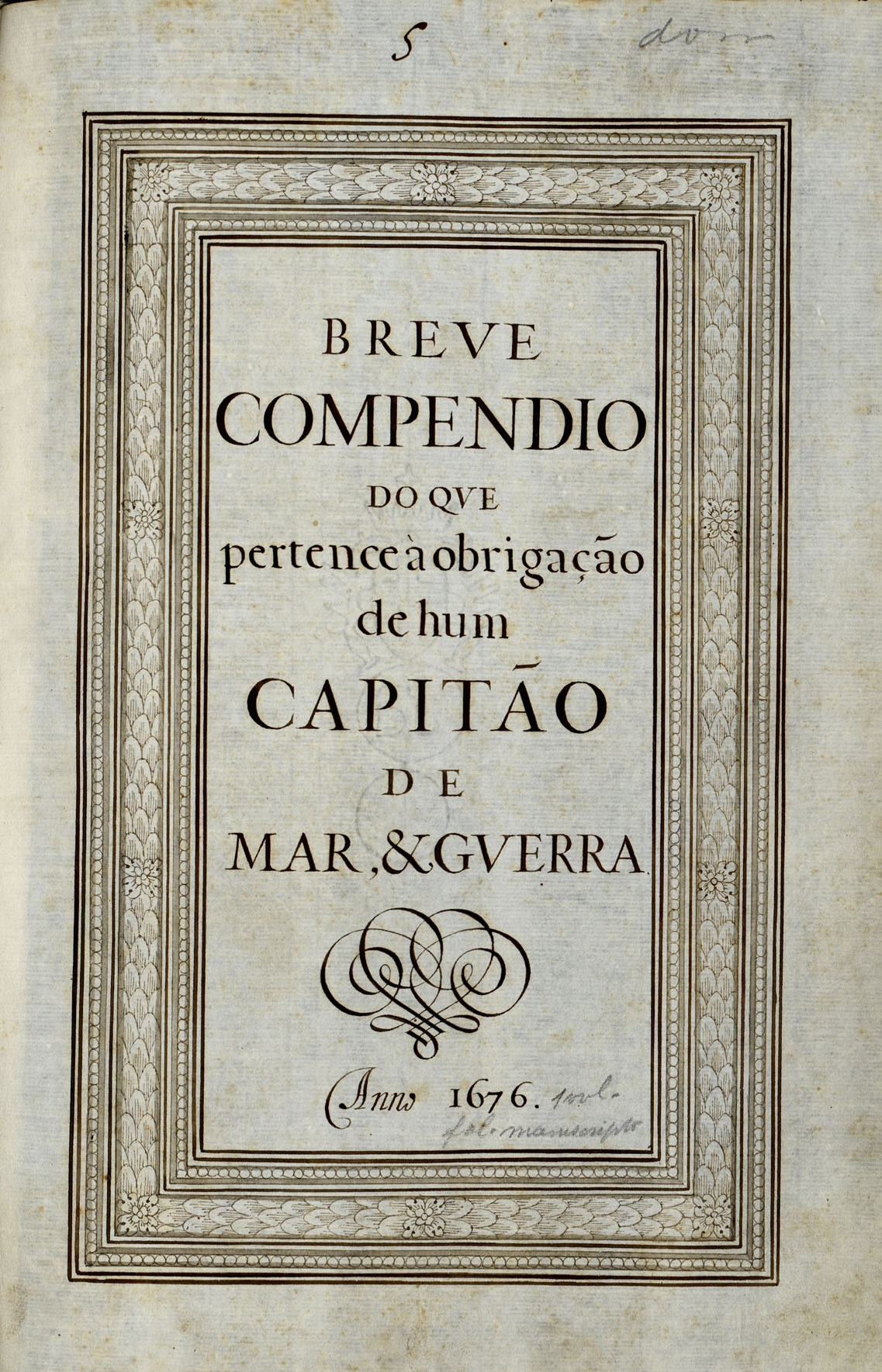
Portada del Breve Compendio do que pertence à obrigação de hum Capitão de Mar, & Guerra, o "Breu compendi del que pertany a l'obligació d'un capità de mar i de guerra" (1676)

'Capità de mar i guerra (portuguès: capitão de mar e guerra) és un rang d'un nombre reduït de marines de parla portuguesa, en particular les de Portugal i el Brasil.
El terme capità de mar i guerra, com el rang modern de capità de vaixell de línia a les marines de França, Itàlia i Espanya, té profundes arrels històriques. Tot i que el rang es va establir formalment per primera vegada al segle xvii, l'expressió s'havia utilitzat de vegades a les armades portugueses i espanyoles (com a Capitán de Mar y Guerra) del segle xvi. Però, generalment, al segle xvi i principis del XVII, el capità d'un home de guerra portuguès s'anomenava simplement capitào, mentre que el comandant d'una flota s'anomenava capitào-mor, literalment "capità major".
Durant el segle xvi, el terme almirante es va utilitzar a Portugal per designar el segon al comandament d'una flota. Només durant el segle xviii arribaria a designar el comandant de la flota, un almirall en el sentit més modern. Però durant la segona meitat del segle xvii, el terme "capità de mar i guerra" va arribar a designar el comandant d'un home de guerra més gran: el vaixell de línia que va començar a evolucionar en aquell moment. Quan això va succeir, l'armada portuguesa, com altres marines, va arribar a utilitzar el terme capitão de fragata i captão-tenente, literalment "capità de fragata" i "capità-tinent", per designar els comandants de vaixells de guerra més petits. Quan el Brasil va obtenir la seva independència de Portugal el 1822, la seva marina va adoptar les denominacions de rang portuguesos, que els dos països encara utilitzen.

Capitão-de-mar-e-guerra (Armada d'Angola)[41]
Capitão de mar e guerra (Armada del Brasil)[42]
Capitão de mar e guerra (Armada de Guinea-Bissau)
Capitão de mar e guerra (Mozambique Naval Command)
Capitão de mar e guerra (Armada portuguesa)[43]
Capitão de mar e guerra (Guardacostes de São Tomé i Príncipe)
Capitão de mar e guerra (Armada de Timor Oriental)

### Capità de rang
Capità de la 1a, 2a i 3a classe són rangs utilitzats per la marina russa i una sèrie d' antics estats comunistes. Dins de les forces de l'OTAN, els rangs es classifiquen com a OF-5, 4 i 3, respectivament.
| Codi de l'OTAN | OF-5           | OF-4              | OF-3              |
| -------------- | -------------- | ----------------- | ----------------- |
|                | Capità 1r rang | Capità de 2n ranc | Capità de 3r ranc |
| Equivalent     | Capità         | Comandant         | Tinent comandant  |

### Capità del vaixell de línia
Capità de línia (francès: capitaine de vaisseau; alemany: linienschiffskapitän; italià: capitano di vascello; castellà capitán de navío; croat: kapetan bojnog broda) és un grau que apareix en diverses marines. El nom del rang deriva del fet que el rang corresponia al comandament d'un vaixell de guerra de la classe més gran, el vaixell de línia, en oposició als tipus més petits (corbetes i fragates). Normalment està per sobre del rang de capità de fragata.

### Galeria
- Capitán de navío
(Armada Argentina)[45]
- Capitaine de vaisseau
(Armada Belga)
- Capitaine de vaisseau
(Armada de Benin)[46]
- Capitán de navío
(Armada boliviana)[47]
- Capitaine de vaisseau
(Armada del Camerun)
- Captain (N)
Capitaine de vaisseau
(Royal Canadian Navy)[6]
- Capitão–de–navio
(Guardacostes capverdians)[36]
- Capitán de navío
(Armada de Xile)[48]
- Capitán de navío
(Armada de Colòmbia)
- Capitaine de vaisseau
(Armada de la RD del Congo)
- Capitaine de vaisseau
(Congolese Navy)[49]
- Kapetan bojnog broda
(Armada croata)[50]
- Capitán de navío
(Armada Revolucionària Cubana)[51]
- Orlogskaptajn
(Marina Reial Danesa)[52]
- Capitán de navío
(Armada dominicana)[53]
- Capitán de navío
(Armada equatoriana)[54]
- Capitán de navío
(Força naval salvadorenca)[55]
- Capitaine de vaisseau
(Marina francesa)[56]
- Capitaine de vaisseau
(Armada del Gabon)
- Capitaine de vaisseau
(Armada de Guinea)
- Capitane de vaisseau
(Armada d'Haití)
- Capitán de navío
(Armada d'Hondures)[57]
- אלוף משנה
Aluf mishne
(Armada Israeliana)
- Capitano di vascello
(Marina italiana)[58]
- Capitaine de vaisseau major
(Armada de la Costa d'Ivori)[59]
- Capitaine de vaisseau
(Armada de Costa d'Ivori)[59]
- Capitaine de vaisseau
(Armada de Madagascar)[60]
- Capitán de navío
(Armada de Mèxic)[61]
- Kapetan bojnog broda
(Armada de Montenegro)[62]
- Capitaine de vaisseau-major
(Marina Reial Marroquina)
- Capitaine de vaisseau
(Marina Reial Marroquina)
- Capitán de navío
(Armada de Nicaragua)[63]
- Orlogskaptein
(Armada Reial de Noruega)[64]
- Capitán de navío
(Armada del Paraguai)
- Capitán de navío
(Armada peruana)[65]
- Capitaine de vaisseau
(Armada del Senegal)
- Капетан Бојног Брода
Kapetan bojnog broda
(Flotilla Fluvial Sèrbia)[66]
- Kapitan bojne ladje
(Armada eslovena)[21]
- Capitán de navío
(Armada espanyola)[67]
- капитан 1-го ранга
kapitan 1-go rang
Armada russa
- Örlogskapten
(Armada sueca)[24]
- Capitaine de vaisseau
(Armada Togolesa)[68]
- Capitaine de vaisseau major
àrab: عميد بالبحرية, ʿamīd al-baḥriyya
(Armada de Tunísia)[69]
- Capitaine de vaisseau
àrab: عقيد بالبحرية, ʿaqīd al-baḥriyya
(Armada de Tunísia)[69]
- Capitán de navío
(Armada Nacional de l'Uruguai)[70]
- Capitán de navío
(Armada Bolivariana de Venezuela)[71]